# Star Trek

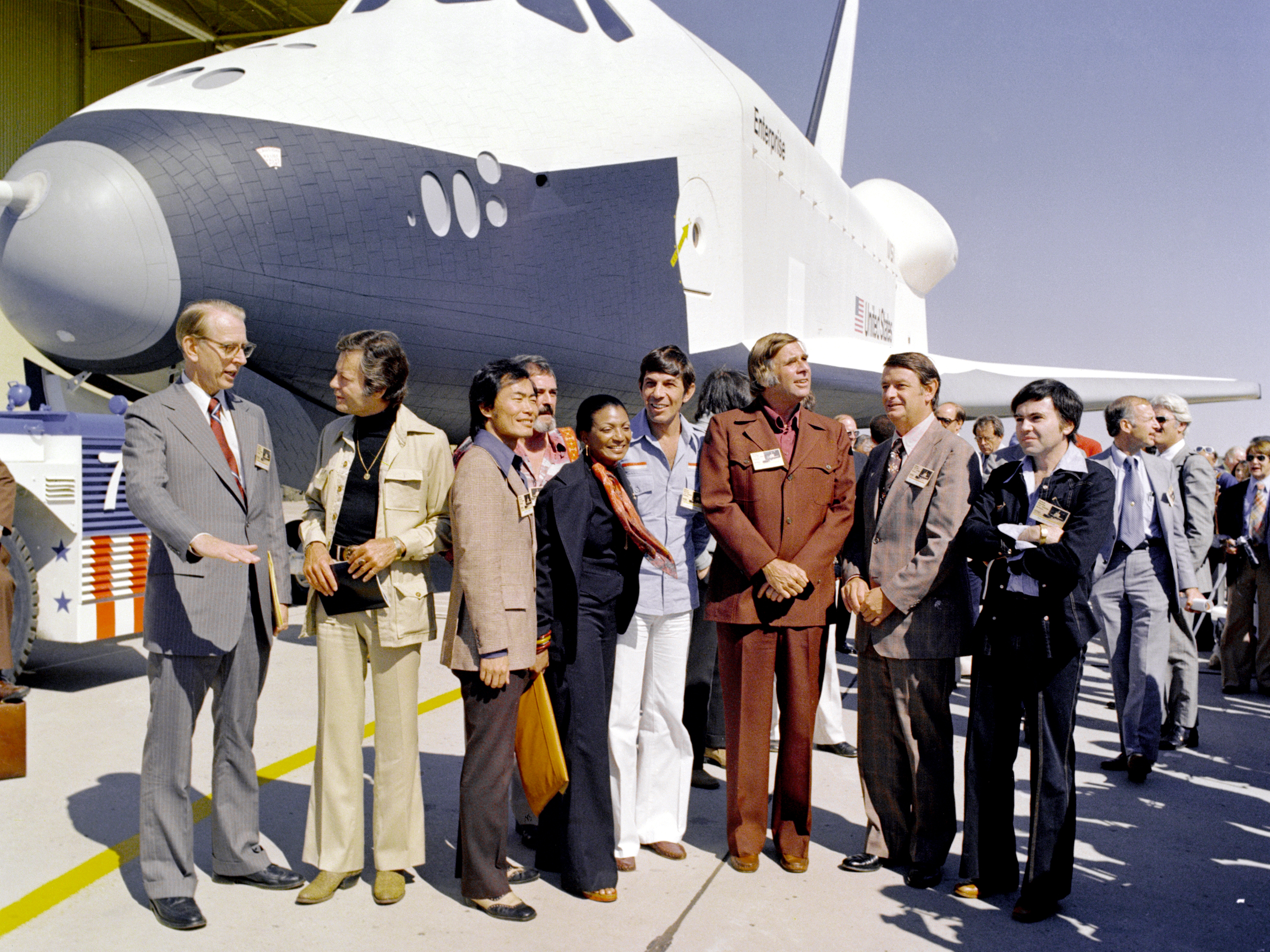
Gene Roddenberry en enkele acteurs uit de oorspronkelijke Star Trek-serie bij de spaceshuttle Enterprise

Star Trek is oorspronkelijk een door Gene Roddenberry bedachte Amerikaanse sciencefiction-televisieserie die vanaf 1966 tot en met 1969 werd uitgezonden. Uiteindelijk groeide het Star Trekuniversum uit tot een succesvolle mediafranchise met ondertussen acht televisieseries, drie animatieseries, dertien speelfilms, tientallen computerspellen en honderden boeken, stripboeken, technische handleidingen en encyclopedieën. Verder bestond er tussen 1998 en 2008 in Las Vegas een Star Trekattractiepark, genaamd Star Trek: The Experience en worden er over de hele wereld regelmatig Star Trekconventions georganiseerd: grote bijeenkomsten voor fans (de 'trekkies' of 'trekkers'), waar vaak acteurs uit de series te gast zijn.
Roddenberry bedacht een utopische toekomstwereld, waarin een verenigde Aarde de meeste moderne wereldproblemen heeft opgelost: vervuiling, honger, armoede en conflicten tussen mensen onderling behoren grotendeels tot het verleden. Door uitvindingen als synthetische replicators en sneller-dan-het-lichttechnologie heeft de mensheid, met hulp van buitenaardse volken, in het Melkwegstelsel koloniën gesticht. De mensheid heeft samen met enkele buitenaardse volken een overkoepelende organisatie van werelden opgericht: de Verenigde Federatie van Planeten. De verhalen in de diverse Star Trekmedia volgen vooral de officieren en burgers in dienst van Starfleet, de militaire onderzoeksinstelling van de Federatie die met haar ruimtevloot vooral diplomatieke en onderzoeksmissies uitvoert en tevens de krijgsmacht vormt.

## Star Trek-universum en wereldbeeld
De avonturen in de verschillende televisieseries en films spelen zich hoofdzakelijk af tussen de 21ste en de 24ste eeuw, enkele tijdreizen, flashbacks en flashforwards uitgezonderd. Men is bekend met een aanzienlijk deel van de Melkweg, die is verdeeld in vier kwadranten. Als de Melkweg wordt voorgesteld als een klok, dan is zes uur de positie van het zonnestelsel. De kwadranten worden gedefinieerd door een lijn te trekken door de positie van de ster in Sector 001 (onze zon) en het centrum van het melkwegstelsel. Loodrecht op deze lijn wordt een tweede lijn getrokken door het centrum van het melkwegstelsel. In het Alfa-kwadrant bevinden zich grote delen van de Federatie en het Cardassiaanse Rijk, in het Beta-kwadrant bevinden zich onder andere het Klingonrijk en het Romulaanse Rijk, het Gamma-kwadrant, dat via het Bajoraanse wormgat met het Alfa-kwadrant is verbonden, wordt geregeerd door de Dominion en het Delta-kwadrant, waarin de Voyager jarenlang rondzwierf, herbergt onder andere de Kazon, Ocampa en Hirogen. Ook de Borg komen uit het Delta-kwadrant.
De oorspronkelijke serie, The Next Generation, Enterprise en Discovery spelen zich voornamelijk in het Alfa-kwadrant af. Deep Space Nine meestal ook, maar via het wormgat wordt ook het Gamma-kwadrant bezocht. Voyager speelt zich vrijwel alleen in het Delta-kwadrant af. Alle series zijn geschreven vanuit een ideologisch toekomstbeeld van de wereld. De bemanningen van de verschillende ruimteschepen en -stations bestaan uit leden van vele verschillende soorten met als gezamenlijk doel de vreedzame verkenning van de Melkweg, het ontdekken van nieuwe beschavingen en het aanknopen van nieuwe relaties. Naarmate de series verder in de toekomst spelen zijn die volkeren exotischer, maar de essentie, dat alle wezens gelijk zijn en kunnen samenwerken als ze dat willen, blijft. Dit is de boodschap die Roddenberry wilde meegeven aan de Verenigde Staten in een tijd waarin de Koude Oorlog een grimmige realiteit was, en waarin Martin Luther King probeerde duidelijk te maken dat afschaffing van de slavernij niet genoeg was. Vrijwel alle afleveringen van alle series gaan uiteindelijk over een herkenbaar centraal menselijk conflict dat door goede wil en verstandig handelen wordt opgelost, liever dan het uit te vechten.
In het algemeen kan men stellen dat Star Trek een weerspiegeling is van het destijds bestaande wereldbeeld in de Verenigde Staten. In de eerste serie uit de jaren 1960 werd de Sovjet-Unie weerspiegeld in de Klingons en de Volksrepubliek China in de Romulanen. In de latere series werd meer de nadruk op internationale samenwerking gelegd en verdwenen de Amerikaans-nationalistische invloeden naar de achtergrond. In de latere series verschenen steeds vaker personages uit de internationale gemeenschap, in plaats van grotendeels Amerikanen.
Hoewel de toon vroeger vrij subtiel was, is de laatste jaren de Star Trek-community progressief te noemen. In de nieuwe afleveringen wordt sterk aangestuurd op inclusiviteit, diversiteit en multiculturalisme. In deze toekomst zijn de verschillen tussen aliens en mensen en mensen onderling volledig geaccepteerd en wordt vredig samengewerkt naar een gemeenschappelijk doel. De fans en acteurs buitelen vaak over elkaar heen op Twitter om zich zo links mogelijk en soms zelfs activistisch te uiten. Men hoeft zich er dan ook niet over te verwonderen dat het vaak een pro-democratische toon is in de Star Trek-verhalen.

## Technologie

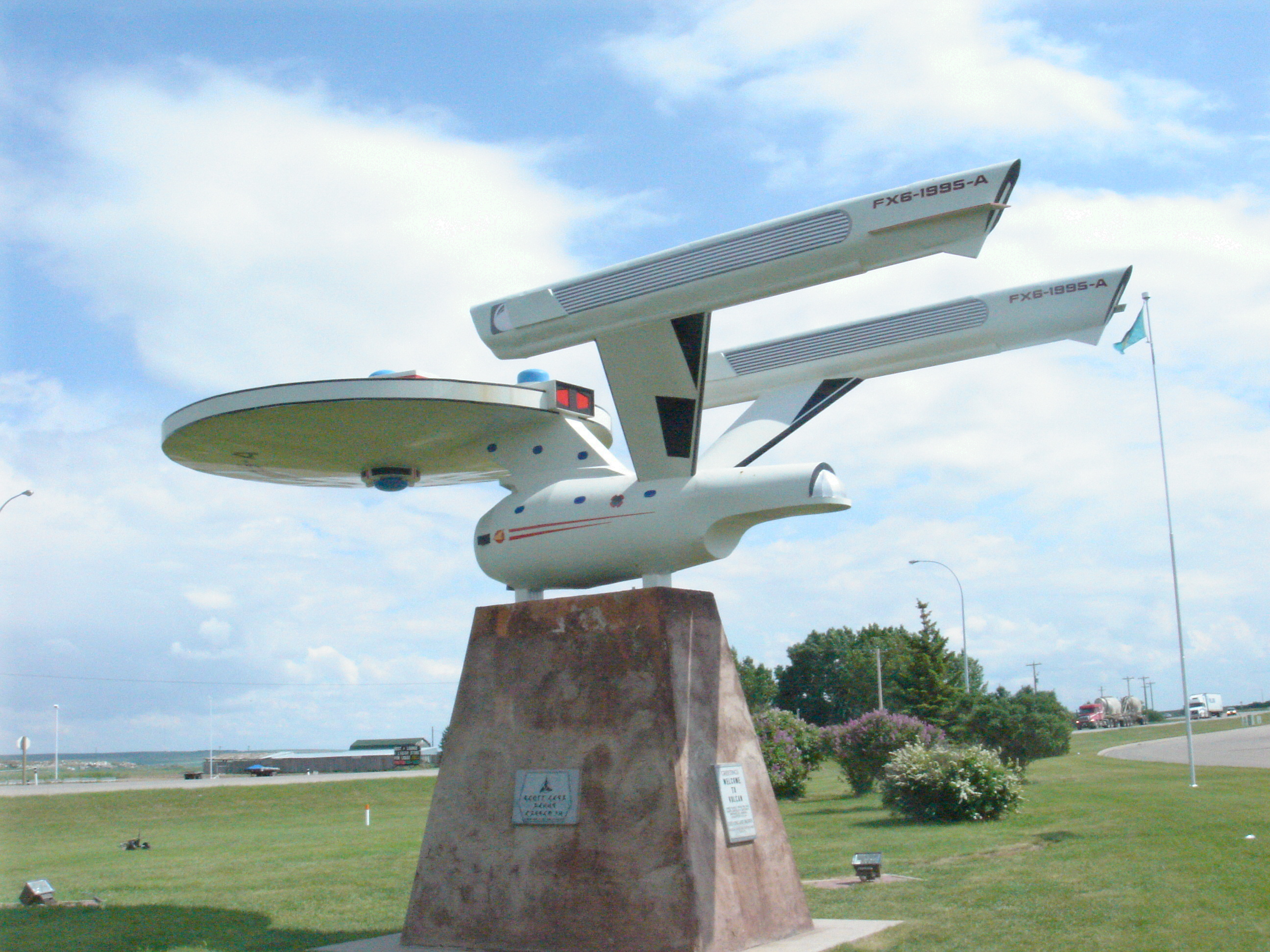
Een ruimteschip uit de Constitution-klasse, vergelijkbaar met de USS Enterprise NCC-1701-A, het schip van kapitein Kirk

Een belangrijk kenmerk van het Star Trek-universum is dat vrijwel alle technologie die erin voorkomt doordacht is. Weliswaar komen er nogal wat ideeën voor in de series die op dit moment onmogelijk zijn, maar waar dat zo is, is er meestal een verklaring binnen de wereld die aangeeft dat eraan gedacht is dat hedendaagse principes daarvoor omzeild moeten worden. Zo heeft Star Trek bijvoorbeeld warptechnologie, waardoor de ruimte vervormd wordt om de beperkingen van de relativiteitstheorie te omzeilen. En de deeltjestransporteurs maken gebruik van een Heisenberg Compensator, om Werner Heisenbergs onzekerheidsrelatie te compenseren. Op die manier wordt een beeld geschapen van een wereld die weliswaar anders is dan de onze, maar waar niet rechtstreeks tegen de principes uit onze wereld ingegaan wordt.
Zonder een sneller-dan-licht-technologie is het bijna niet mogelijk om planeten buiten het zonnestelsel te bezoeken, daarom wordt in de sciencefictionmedia op grote schaal gebruikgemaakt van sneller-dan-licht-apparatuur. In Star Trek heet deze technologie de warp-aandrijving. Het principe waarop deze aandrijving werkt is het samentrekken (to warp, vervormen) van de ruimte vóór het ruimteschip, waarmee een (relatieve) snelheid boven de lichtsnelheid wordt bereikt. Een andere belangrijke uitvinding in de serie is de replicator, die dezelfde technologie als de reeds genoemde transporteurs gebruikt. Een replicator herschikt subatomaire deeltjes en vormt hiermee moleculen, waarmee objecten worden opgebouwd. Dit kunnen zowel voedsel als gebruiksartikelen zijn, maar geen levende organismen of antimaterie. Hierdoor hoeven sterrenschepen geen voorraden mee te nemen: alles kan gereproduceerd worden uit het geheugen van de replicators.
De meeste buitenaardsen die men ontmoet lijken idiomatisch Engels te spreken, dit dankzij de geïmplanteerde universele vertalers (Engels: "Universal Translator") die de meeste talen onmiddellijk omzetten in Engels. Transport tussen het ruimteschip en een planeet is probleemloos door over te stralen ("beamen") en communicatoren maken iedereen overal (binnen een bepaalde afstand) bereikbaar. De techniek staat het verhaal niet in de weg, maar functioneert volkomen transparant, tenminste zolang de weigerende techniek niet zelf deel van het verhaal is.

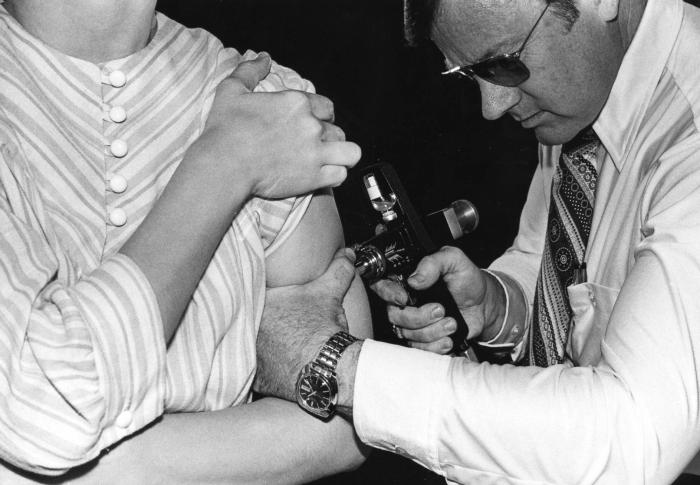
De jet-injector, een vaccinatiespuit op luchtdruk en een voorloper van de biojector-naaldloze injectiespuit

Verschillende technologieën die in Star Trek worden gebruikt, zijn inmiddels realiteit geworden. Het bekendste voorbeeld is de communicator, het draadloze communicatiesysteem in de eerste Star Trek-serie. De clamshell-mobiele telefoon, ook wel flip phone genoemd, lijkt wel heel erg op de communicator uit de jaren 1960. Ook touchscreen werd al gebruikt in Star Trek, lang voordat het werd uitgevonden. In Star Trek: The Next Generation werd touchscreen gecombineerd met een fictieve grafische gebruikersomgeving en spraakherkenning, wat op dat moment nog niet bestond. Deze fictieve software werd LCARS genoemd en was ook in latere series en films te zien. De hypospray, een apparaat waarmee naaldloze injecties kunnen worden toegediend, werd later ook in realiteit uitgevonden. De door Geordi La Forge in Star Trek: The Next Generation gedragen VISOR, een bionisch oog, bestaat tegenwoordig ook. Holodecks, driedimensionale virtual reality-ruimtes, beginnen tevens de kop op te steken. Driedimensionale televisie wordt reeds verkocht.
Ondanks de "wetenschappelijke" verklaringen voor de meeste onderdelen van de techniek, worden sommige problemen tamelijk geruisloos omzeild. In vrijwel elke aflevering zijn geluiden van explosies, het afvuren van fasers of het opstarten van de warpmotoren te horen, terwijl in de ruimte een vrijwel compleet vacuüm heerst, waardoor er geen geluidsgolven mogelijk zijn. Dit komt overigens in vrijwel alle sciencefictionfilms en -series voor. In sommige gevallen kan dit worden verklaard doordat de toehoorder het geluid van binnen in het schip hoort, maar meestal is er geen wetenschappelijke verklaring voor te geven. Wel een filmtechnische: geluiden maken de voorstelling aantrekkelijker. Een ander probleem waar weinig aandacht aan wordt besteed is de kunstmatige zwaartekracht aan boord van de ruimteschepen. Zwaartekracht aan boord van een ruimteschip kan alleen door versnelling of rotatie worden opgewekt, maar bij Star Trek, en vele andere films en series, is er binnen in de schepen bijna altijd zwaartekracht. In de series wordt dit bewerkstelligd met een artificial gravity generator en later door middel van gravity plating. De techniek erachter wordt niet verklaard.

## Televisieseries
Star Trek werd voor het eerst uitgezonden in 1966. Sindsdien zijn er elf series gemaakt door Gene Roddenberry en zijn opvolgers. Sommige daarvan waren een groot succes, andere wat minder.

### The Original Series

De oorspronkelijke serie - Dit is de door Gene Roddenberry geschreven serie, met de naam Star Trek. Het is het verhaal van het ruimteschip USS Enterprise NCC-1701 (kortweg: Enterprise), dat driehonderd jaar in de toekomst, vanaf het jaar 2265, op een vijfjarige missie is om het heelal te verkennen. Op aanbeveling van Lucille Ball werd bij haar productiebedrijf Desilu een pilotaflevering van Star Trek geproduceerd die aan CBS werd aangeboden. Desilu bleef tot 1967 medeproducent. De oorspronkelijke proefaflevering voor de serie werd niet acceptabel geacht, maar uitzonderlijk genoeg werd Roddenberry toegestaan een tweede proefaflevering te maken, waarop de serie toch geaccepteerd werd. De serie sprak oorspronkelijk maar een kleine groep kijkers aan en stond naar verluidt jaarlijks op de nominatie om geschrapt te worden. Toen bleek dat deze kleine groep kijkers behoorde tot een erg selecte doelgroep (hoger opgeleiden), werd de serie interessant voor adverteerders. Uiteindelijk werden er met moeite drie seizoenen gedraaid, met in totaal 80 afleveringen die allemaal werden uitgezonden in de seizoenen 1966-1969, met uitzondering van de oorspronkelijke proefaflevering. Nadat de serie was stopgezet werden de uitzendrechten voor de herhalingen verkocht aan verschillende kleinere televisiestations. Deze herhalingen "in syndication" werden almaar beter bekeken, waardoor de serie in de jaren 70 steeds populairder werd. The Original Series wordt vaak afgekort als TOS.

#### Star Trek: Phase II
In 1977 zou een vervolg op de originele televisieserie worden gemaakt getiteld Star Trek: Phase II. De bedoeling was dat het een serie zou worden over hetzelfde schip en dezelfde bemanning als de oorspronkelijke serie. In elk geval William Shatner en DeForest Kelley zouden in de serie weer terugkeren als James T. Kirk en Leonard McCoy. Leonard Nimoy had echter het aanbod aan de serie mee te werken afgeslagen vanwege onenigheid over de rechten op zijn personage, Spock, en het feit dat hij reeds een rol had in het toneelstuk Equus.
De serie ging wel in voorproductie, maar werd uiteindelijk nooit gemaakt. De geplande pilotaflevering van de serie werd uiteindelijk verwerkt tot het script voor de film Star Trek: The Motion Picture. De scripts voor twee andere afleveringen, "The Child" en "Devil's Due", werden later herschreven voor Star Trek: The Next Generation.
De naam Star Trek: Phase II is uiteindelijk gegeven aan een fanserie.

### The Animated Series

De animatieserie - Na het stoppen van de oorspronkelijke serie bleek die in de herhaling steeds populairder te worden. Dit was in 1973 een van de redenen voor het maken van een tekenfilmserie, waarbij de stemmen van de vaste personages gedaan werden door de acteurs die ze in de oorspronkelijke serie ook gespeeld hadden. De serie ging verder waar het verhaal van de oorspronkelijke serie ophield. Dat wil zeggen dat de laatste twee jaar van de missie ingevuld werden. De serie heette net als het origineel Star Trek en wordt ter onderscheid meestal de animatieserie genoemd. In twee seizoenen werden er 22 afleveringen van gemaakt. Deze werden uitgezonden in het seizoen 1973-1974 en het najaar van 1974.
Hoewel de tekenfilmserie niet door iedereen als deel van Star Trek gezien wordt zijn er, afgezien van de stemmen, verbanden. Zo werkten er voor een deel dezelfde scenarioschrijvers aan mee. Sommige scenario's waren zelfs oorspronkelijk geschreven voor de originele serie. In een bepaald opzicht ging de tekenfilm zelfs verder dan het origineel. Er kwamen buitenaardse wezens in voor die meer van mensen afweken dan make-up kon bewerkstelligen, en er kwamen schepen in voor die niet gebouwd hadden kunnen worden. Dit aspect voorspelde de toekomst, waarin de Star Trek-series steeds meer gebruik gingen maken van computeranimaties om dat te laten zien wat niet maakbaar is. The Animated Series wordt vaak afgekort als TAS.
De animatieserie speelde zich af op hetzelfde schip als de oorspronkelijke serie, de U.S.S. Enterprise NCC-1701, en ook de hoofdrolspelers waren grotendeels hetzelfde.

### The Next Generation

De volgende generatie - Vanwege de blijvende populariteit van Star Trek waren er eind jaren 70 van de 20e eeuw plannen om een nieuwe serie over de Enterprise te maken. Pas in 1987 kwam er daadwerkelijk een nieuwe Star Trek-serie, getiteld "The Next Generation". Wel is een aantal oude scripts dat ooit voor Phase II was geschreven uiteindelijk na bewerking voor The Next Generation gebruikt.
Deze nieuwe serie speelde zich honderd jaar later af dan de originele serie, in het jaar 2364, rond een nieuwe Enterprise (USS Enterprise NCC-1701-D) met een nieuwe bemanning. Hoewel het eerste seizoen van The Next Generation kritiek kreeg, onder andere omdat de afleveringen te zoet zouden zijn, was dit eerste seizoen goed genoeg om de serie te verlengen. Met nieuw materiaal, en met beduidend meer middelen dan de oorspronkelijke serie uit de jaren 60, werd The Next Generation uiteindelijk een enorm succes. Er werden in de periode 1987-1994 in 7 seizoenen 178 afleveringen van uitgezonden. In 1991 overleed Gene Roddenberry. The Next Generation wordt vaak afgekort als TNG.

### Deep Space Nine

Verafgelegen Ruimte Negen - Zoals de oorspronkelijke serie een missieduur van vijf jaar had, zo was het ook duidelijk dat de succesvolle serie The Next Generation niet altijd maar door kon blijven draaien. Daarom werd een volgende serie opgezet, met een ander thema. In plaats van een ruimteschip dat bij planeten langsging werd het centrale thema een ruimtestation ver in de ruimte, op een plaats waar veel ruimteschepen langskwamen. Dit ruimtestation heette Deep Space Nine, ook DS9 (nine) genoemd.
Het nadeel van die statische thuisbasis was dat de mogelijkheid van ontdekking van andere werelden er grotendeels door ontbrak. Dit werd gecompenseerd door een duidelijkere verhaallijn dan in de eerdere series. Dat werd bereikt door de serie overlappend met The Next Generation te starten, zodat die wereld als uitgangspunt kon dienen, en doordat het station in een gebied lag waar eerder een conflict geweest was en dat uiteindelijk opnieuw onderweg bleek naar een oorlog. Toch was dit op den duur kennelijk onvoldoende, want in de latere seizoenen werd er een ruimteschip (USS Defiant NX-74205) aan het station toegevoegd.
In de periode 1993-1999 zijn zeven seizoenen met in totaal 176 afleveringen uitgezonden. Hoewel sommige liefhebbers van de eerdere Star Trek-serie en -films neerkijken op het 'soapachtige' karakter van DS9, blijkt de serie over het algemeen goed te scoren en zelfs populairder te zijn dan Voyager.

### Voyager

Reiziger - Een half jaar nadat The Next Generation eindigde, halverwege het televisieseizoen, begon naast Deep Space Nine toch ook weer een serie gebaseerd op een ruimteschip, de U.S.S. Voyager NCC-74656 (kortweg: Voyager). Dit schip raakt op haar eerste missie door toedoen van het wezen Caretaker (verzorger) verzeild in het Delta-kwadrant, 70.000 lichtjaar van de Aarde. Voyager kent een sterke rode draad, namelijk de lange thuisreis van het ruimteschip Voyager, en de zoektocht naar mogelijkheden deze reis te verkorten. Naast afleveringen rond deze rode draad zijn er ook vele zelfstandige afleveringen gemaakt.
Voyager werd gecreëerd om UPN, een nieuw televisienetwerk van Paramount, te helpen lanceren. Paramount had al eerder de plannen om een eigen netwerk te beginnen. In 1977 wilden ze dit doen met de geplande serie Star Trek: Phase II, maar die kwam niet van de grond. Belangrijke elementen voor het achtergrondverhaal van Voyager, zoals de ontwikkeling van de Maquis, werden verwerkt in verschillende afleveringen van Star Trek: The Next Generation en Star Trek: Deep Space Nine. In de periode 1995-2001 liep Voyager voor zeven seizoenen en voor 172 afleveringen. Voyager wordt vaak afgekort als VOY.

### Enterprise

Na afloop van de serie Voyager werd een idee dat al enige tijd circuleerde uitgevoerd: met de middelen zoals die voor de laatste series beschikbaar waren, zou het mogelijk zijn om een veel betere versie van de oorspronkelijke serie te maken, zij het dat je niet precies dezelfde verhalen opnieuw zou willen vertellen. Dit is nu vormgegeven in een serie die weliswaar over een schip de "Enterprise" gaat, maar over een eerdere Enterprise (de USS Enterprise NX-01), van 2151. Deze tijd, meer dan honderd jaar gesitueerd voor de oorspronkelijke serie, is de tijd waarin de mensheid begint aan het onderzoeken van de ruimte met ruimteschepen die sneller dan het licht kunnen vliegen, nu zij schepen ontwikkeld heeft die 'Warp 5' halen. Het is het begin van Starfleet, en in deze tijd worden de technieken en protocollen ontwikkeld die in de latere series algemeen bekend zijn. In het eerste jaar was dat ook meteen de zwakke plek van de serie, omdat de personages nog veel moesten leren, maar de kijkers veel minder. In de volgende seizoenen kreeg de serie echter duidelijk meer vaart. De serie begon in 2001 en heeft in totaal vier seizoenen en 98 afleveringen gedraaid. Per 2005 werd, vanwege de tegenvallende kijkcijfers, besloten de serie aan het einde van het vierde seizoen te stoppen. Enterprise wordt vaak afgekort als ENT.

### Discovery

Op 2 november 2015 deed de Hollywood Reporter een aankondiging van de nieuwe televisieserie Discovery, die in januari 2017 in première moest gaan. In september 2016 werd bekendgemaakt dat de première werd uitgesteld tot mei 2017. Uiteindelijk was pas op 24 september 2017 de eerste aflevering te zien op CBS All Access, terwijl de serie een dag later wereldwijd werd gelanceerd op Netflix. De afkorting van de serie is DIS.

### Picard

In 2020 begon de achtste Star Trek-serie, genaamd Picard. Het eerste seizoen bestaat uit tien afleveringen. De serie speelt zich af 20 jaar na de laatste verschijning van Jean-Luc Picard (Patrick Stewart) in de film Star Trek: Nemesis uit 2002. Net als Star Trek: Discovery is de nieuwe serie elke donderdag te zien op CBS All Access. Voor kijkers buiten Canada en de Verenigde Staten die geen VPN gebruiken is de serie te volgen op Amazon Prime Video.

### Strange New Worlds

In het tweede seizoen van Discovery uit 2019 kwamen de personages van kapitein Christopher Pike, Spock en Number One uit de pilot van de de oorspronkelijke Star Trek-serie voor. Na positieve reacties van fans werd besloten om een spin-off te creëren die volledig draait rond de missies van de USS Enterprise met de vorige bemanning onder bevel van kapitein Pike, in het decennium voorafgaand aan de oorspronkelijke serie. In mei 2020 werd de nieuwe serie besteld door CBS All Access en in mei 2022 ging Strange New Worlds in première.

### Overige
- Lower Decks - een animatieserie die zich afspeelt rondom vier cadetten.
- Prodigy - een 3D-animatieserie rondom een groep alien teenagers op een verlaten ruimteschip.

## Films
Sinds 1979 zijn er veertien Star Trek-films uitgebracht.

### The Original Series-films
Star Trek - The Motion Picture

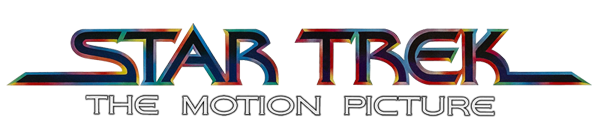

De Film - Deze film uit 1979 speelt ruim twee jaar na de vijfjarige missie, in het jaar 2271. Kirk is inmiddels gepromoveerd tot admiraal, zijn bemanning is inmiddels over andere schepen verspreid of heeft Starfleet verlaten. Zelfs zijn schip is het oude niet meer, na ingrijpende revisie. Maar als een wolkachtige entiteit het bekende heelal binnenkomt en alles op haar pad vernietigt, neemt Kirk het bevel over de Enterprise weer op zich, en verzamelt zijn oude bemanning om zich heen om de dreiging het hoofd te bieden.
Star Trek II - The Wrath of Khan
De Wraak van Khan - In 1982 kwam deze tweede Star Trek-film uit. Het is nu 2285. Spock heeft het commando over de Enterprise en leidt daar cadetten op. Admiraal Kirk komt aan boord om hun laatste trainingsmissie bij te wonen. Intussen legt het ruimteschip USS Reliant NCC-1864, met Chekov aan boord, onbedoeld contact met Khan Noonien Singh, die de Reliant kaapt en een plan ten uitvoer begint te brengen om wraak te nemen op Kirk.
Het personage Khan en zijn geschiedenis met de bemanning van de Enterprise stammen uit de aflevering 'Space Seed', uit het eerste seizoen van de Originele Serie.

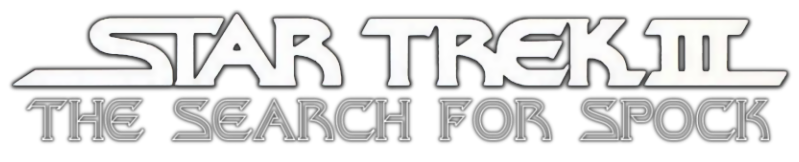

Star Trek III - The Search For Spock
De zoektocht naar Spock - Deze film uit 1984 sluit aan bij de vorige. Spock heeft aan het eind van de vorige film zijn leven geofferd om de Enterprise en haar bemanning te redden. Als blijkt dat er toch nog hoop is om Spock te doen herleven, maar dat de bureaucratie er alleen op uit is om de Enterprise te slopen, stelen Kirk en zijn bemanning het schip, en offeren hun carrières en uiteindelijk zelfs het schip op voor Spock.
Star Trek IV - The Voyage Home

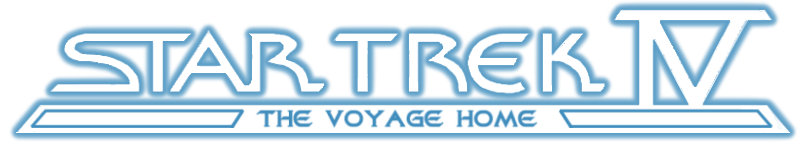

De reis naar huis - Deze film uit 1986 speelt deels werkelijk in dat jaar, en deels in 2286. Kort na de gebeurtenissen uit de vorige film treedt een ramp op die alleen kan worden afgewend door de aanwezigheid van intussen uitgestorven bultrugwalvissen op aarde. Kirk probeert terug te reizen in de tijd om zo het probleem op te lossen. Een deel van de actie in deze film was destijds "hedendaags". Dat, en het feit dat de film zonder veel Star Trekkennis gevolgd kon worden, maakten waarschijnlijk dat deze film een groot succes was bij het grote publiek.
Star Trek V - The Final Frontier

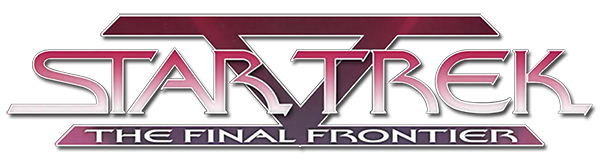

De laatste grens - In deze film die uitkwam in 1989 en speelt in 2287 probeert Sybok, de halfbroer van Spock, het centrum van het heelal te bereiken, waar hij hoopt de planeet Eden, de "woonplaats" van God te vinden. Hij weet zijn situatie precies zo te manipuleren dat de Enterprise met zijn halfbroer hem voor dat doel in handen valt.

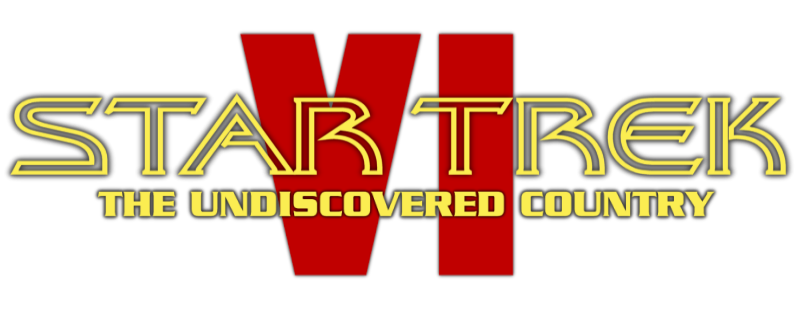

Star Trek VI - The Undiscovered Country
Het onbekende land - Dit is de laatste film uit de verhaallijn van de personages uit de oorspronkelijke serie, uit 1991. In het jaar 2293 is er eindelijk kans op vrede tussen de Federatie en de Klingons nadat de Klingon-maan Praxis is ontploft. De Kanselier van het Klingon keizerrijk heeft om onderhandelingen verzocht. Kirk wordt opgedragen de kanselier naar de aarde te begeleiden. Al voert hij zijn missie uit, Kirk protesteert omdat hij gewend is de Klingons als de vijand te zien. Maar in beide kampen zijn er tegenstanders van de vrede die meer doen dan alleen protesteren.

### The Next Generation-films
Generations

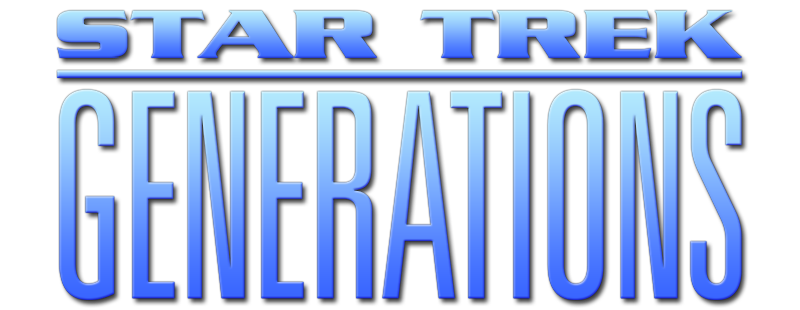

Generaties - De doorgeslagen wetenschapper Tolian Soran doet er alles voor om weer in de Nexus te belanden. In deze Nexus, een door het heelal reizend lint van energie, bestaat geen tijd en men waant zich er in de zevende hemel. Om in de Nexus te geraken wil Soran de koers van de Nexus wijzigen door de ster van het Veridiaanse zonnestelsel op te blazen. De kapitein van de Enterprise in het jaar 2371, Jean-Luc Picard, belandt ook in de Nexus, maar weet daar de hulp in te roepen van een illustere voorganger, James T. Kirk. Gezamenlijk keren ze terug uit de Nexus en proberen ze het zonnestelsel voor vernietiging te behoeden.
Deze film uit 1994 is geregisseerd door David Carson en is de laatste waarin enkele van de personages uit de originele serie voorkomen.
First Contact

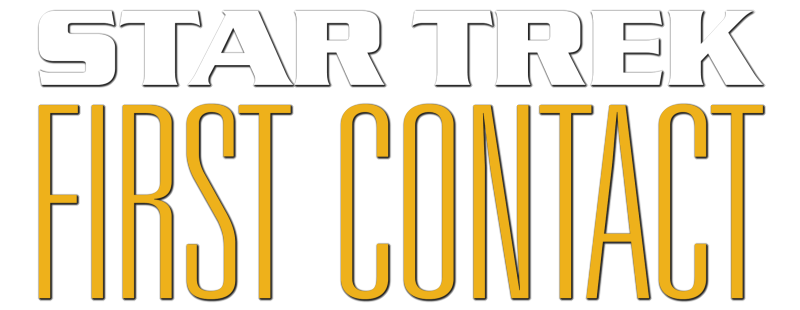

Eerste contact - In het jaar 2373 zetten de Borg opnieuw een aanval in tegen de Aarde. Maar ditmaal proberen ze de mensheid te veroveren in het verleden: ze reizen naar het jaar 2063 om te voorkomen dat raketgeleerde Zefram Cochrane ontdekt hoe je sneller dan het licht kan reizen. Diens proefvlucht in de Phoenix-raket initieert het eerste contact met de Vulcanen, een buitenaards volk. De Enterprise volgt de Borg om inmenging te verhinderen. Maar terwijl de technici Cochrane ondersteunen bij de proefvlucht, komen de Borg aan boord van de Enterprise en zorgen daar voor een bittere strijd tussen Picard, Data en de leider van de Borg, de Borgkoningin.
Deze film uit 1996 werd geregisseerd door mede-hoofdrolspeler Jonathan Frakes en maakt opnieuw gebruik van het thema tijdreizen. Dit kwam al eerder aan bod in Star Trek 4: The Voyage Home, waarin de Enterprise naar de tijd van de kijker, het jaar 1986 kwam.
Insurrection

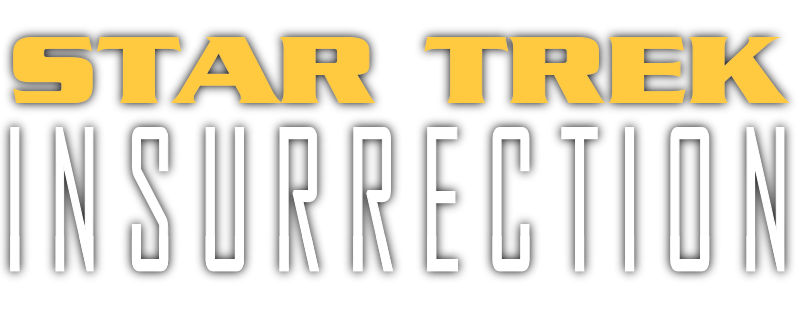

Rebellie - De androïde Data raakt in 2375 op een undercovermissie beschadigd en rebelleert tegen de Federatie. Picard zoekt Data op, om achter de motieven van de anders zo integere Data te komen. Tijdens het onderzoek komt een grootschalig complot naar boven, gesmeed door de So'Na en Starfleet, om het Ba'Ku-volk te verdrijven en zo de weg vrij te maken voor het binnenhalen van een bijzondere natuurlijke bron: metafasische straling die een verjongende invloed heeft op alle levende wezens. Picard en zijn bemanning besluiten ten strijde te trekken tegen de So'Na en het eigen opperbevel.
Net als in de film is ook in de werkelijkheid de tijd twee jaar later ten opzichte van de vorige film, 1998. Geregisseerd door mede-hoofdrolspeler Jonathan Frakes.
Nemesis

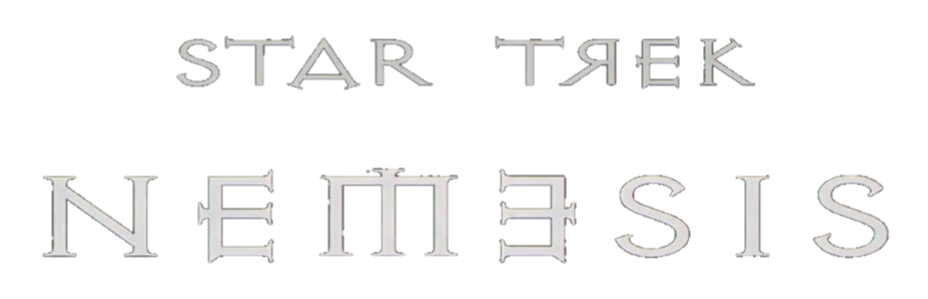

Deze film uit 2002, geregisseerd door Stuart Baird, speelt in het jaar 2379, waarin er een machtsgreep in het Romulaanse Rijk plaatsvindt. De Enterprise is onderweg naar Betazed waar Riker en Troi een traditionele huwelijksceremonie zullen ondergaan. Onderweg wordt de Enterprise met Picard naar Romulus gestuurd omdat de nieuwe praetor wil praten over vrede. De praetor, Shinzon, blijkt echter geen Romulaan te zijn, maar een imperfecte kloon van Picard. En vrede staat niet op zijn programma.

### Star Trek (nieuwe tijdlijn)
Star Trek

Op 7 mei 2009 vond in Sydney de wereldpremière plaats van de elfde film, eenvoudig getiteld Star Trek nadat een select groepje inwoners van het plaatsje Vulcan in Alberta een dag eerder een speciale voorvertoning te zien kregen. De film werd geregisseerd en geproduceerd door J.J. Abrams. De gebeurtenissen spelen zich af kort vóór de originele televisieserie Star Trek uit de jaren 60. In de film zien we hoe de crew rond James T. Kirk elkaar ontmoet. Van de originele acteurs speelt Leonard Nimoy (Spock) een bijrol. Het verhaal speelt in een, voor de fans, parallelle tijdlijn, waarin onder meer Spocks thuisplaneet Vulcan is vernietigd. Aan het eind van de film is de tijdlijn niet hersteld. Dit maakt dat de 'toekomst' voor nieuwe films en/of series volledig open ligt.
Into Darkness

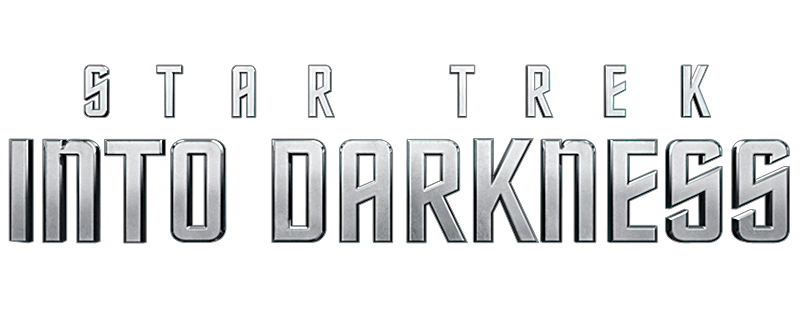

Star Trek: Into Darkness is de twaalfde film uit de Star Trek-franchise. Het is een sequel op de film Star Trek uit 2009. De film werd geregisseerd door J. J. Abrams naar een scenario van Alex Kurtzman, Roberto Orci en Damon Lindelof. De film werd in de Verenigde Staten uitgebracht op 17 mei 2013. In België en Nederland kwam de film respectievelijk op 5 en 6 juni 2013 in de zalen.
Beyond

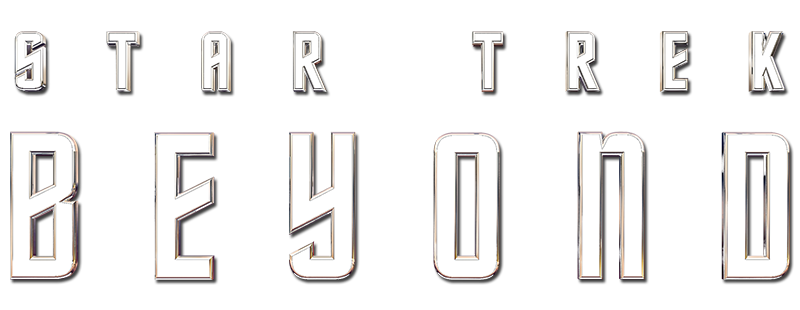

Star Trek: Beyond is de dertiende film uit de Star Trek-franchise. Het is een sequel op de film Star Trek: Into Darkness uit 2013. De film werd geregisseerd door Justin Lin en ging op 7 juli 2016 in première in Sydney, Australië.

### Opbrengsten
| Film                     | Oorspronkelijke premièredatum | Opbrengst in $ |
| ------------------------ | ----------------------------- | -------------- |
| The Motion Picture       | 6 december 1979               | 139.000.000    |
| The Wrath of Khan        | 4 juni 1982                   | 97.000.000     |
| The Search for Spock     | 1 juni 1984                   | 87.000.000     |
| The Voyage Home          | 26 november 1986              | 133.000.000    |
| The Final Frontier       | 9 juni 1989                   | 70.210.000     |
| The Undiscovered Country | 6 december 1991               | 96.888.996     |
| Star Trek: Generations   | 17 november 1994              | 120.000.000    |
| First Contact            | 18 november 1996              | 150.000.000    |
| Insurrection             | 11 december 1998              | 119.000.000    |
| Nemesis                  | 13 december 2002              | 67.312.826     |
| Star Trek                | 7 mei 2009                    | 385.680.447    |
| Into Darkness            | 23 april 2013                 | 467.381.469    |
| Beyond                   | 7 juli 2016                   | 343.500.000    |
| Totaal                   | Totaal                        | 2.275.973.738  |

## Geschreven media
Boeken
Naast de series en de films zijn er romans over dezelfde wereld. Dit begon al met boekversies van de oorspronkelijke serie, door James Blish. Ook is er een serie foto-stripboeken verschenen met in elk boekje een complete aflevering in foto's. Verder zijn er boekversies van de films, en verhalen die als een extra afleveringen van de serie fungeren, maar ook zijn er verhalen over andere personages in de wereld van Star Trek. Verder zijn er boeken met "technische" gegevens over alle apparaten, ruimteschepen en planeten die in de wereld voorkomen. Ook is er een aantal stripverhalen uitgekomen over Star Trek, en een encyclopedie.
Spellen
Zoals voor veel goed-uitgewerkte werelden bestaat er ook voor Star Trek een rollenspel. Er bestaan zelfs organisaties die volledig in het Nederlands de wereld van Star Trek naspelen met behulp van fora en/of e-mail en hun eigen gemaakte personages.
In 2012 kwam het gezelschapsspel Star Trek Catan op de markt. Dit was een speciale versie van het spel Catan, dat oorspronkelijk in 1995 is uitgebracht. In Nederland en België gebeurt dit door 999 Games. De spelregels zijn vrijwel gelijk aan die van het originele spel. Het is de bedoeling om ruimtestations te bouwen en zo grondstoffen te produceren en je netwerk uit te breiden. Ook is er de mogelijkheid om grondstoffen, zoals dilithium en tritanium, met de andere spelers ruilen. Met deze grondstoffen kunnen nieuwe ruimteschepen en ruimtestations worden gebouwd. Hiernaast zaait een Klingonschip onrust. Elke speler moet in de rol van een personage kruipen, die een speciale eigenschap bezit. Er is de keuze tussen Kirk, Spock, McCoy, Sulu, Scott, Uhura, Chekov, Chapel, Rand of Sarek. Wordt de eigenschap tijdens het spel gebruikt, dan moet de karakterkaart tegen een nieuwe worden geruild of dan moet de kaart worden omgedraaid. In beide gevallen krijgt men zo een nieuwe eigenschap.
Er is ook een dvd-bordspel uit 2000 (een van de eerste dvd-bordspellen) waarbij een Klingon een ruimteschip kaapt dat wordt gerepareerd. De spelers zijn gehuurde krachten die zich op het schip bevinden terwijl deze kaper (genaamd Kavok) het schip kaapte.
Daarnaast bestaat er een groot aantal computerspellen. Het eerste Star Trekcomputerspel (zie Star Trektekstspel) dateert uit de jaren 1970. Dit spel had een tekstinterface, waarmee de speler de Enterprise kon verplaatsen en op Klingons kon schieten. Latere computerspellen zijn veel "realistischer". Ook zijn er inmiddels avonturenspellen in de wereld van Star Trek, zoals Star Trek: Elite Force 1 & 2. Verder bestaat er ook een MMORPG rondom Star Trek, genaamd Star Trek Online.
Fanfictie

Klingon-lettertekens

Naast bovenstaande werken die met toestemming van de rechthebbenden geschreven zijn, is er een zeer groot aantal verhalen geschreven door fans. Soms zijn dit verhalen die losse eindjes van de series afwerken. Veelal zijn het verhalen of zelfs scripts voor afleveringen van de series. Soms zijn het complete boeken die elders in de wereld spelen. En er zijn zelfs een paar schrijvers die hele series van 175 afleveringen schrijven, onafhankelijk van de bestaande series. Enkele populaire werken zijn te vinden op de website Quizlet.nl.
Klingons
Een geval apart is het Klingon Taalinstituut. Door de leden van dit instituut wordt de Klingontaal ontwikkeld. Er zijn ongeveer 50 boeken in Klingon uitgebracht, waaronder Hamlet, de Bijbel en het Gilgamesj-epos.

## Soorten en volkeren

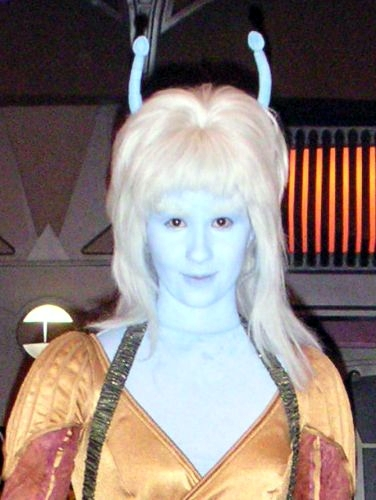
Een Andoriaanse, een van de vele soorten uit het Star Trekuniversum

Star Trek kent vele soorten en volken. De meeste hiervan zijn mensachtig, met kleine of grote uiterlijke verschillen, die zich meestal voordoen als ribbels op de neus of op het voorhoofd. In de TNG-aflevering "The Chase" wordt verklaard waarom de meeste soorten een humanoïde vorm hebben: miljarden jaren geleden onderzochten leden van een oeroud volk al de Melkweg, waar ze ontdekten dat ze alleen waren. Ze besloten DNA-fragmenten te "zaaien" op tientallen planeten die misschien ooit leven zouden voortbrengen, waardoor zij in toekomstige volken zouden voortleven. Inderdaad bloeiden verschillende beschavingen op, waarvan de belangrijkste hieronder vermeld staan.
Mensen
De mensheid heeft in Star Trek eindelijk contact gelegd met buitenaarde beschavingen. Het eerste contact werd gelegd door Zefram Cochrane met de Vulcans op 5 april 2063, toen hij zijn eerste vlucht met een ruimtevaartuig (de Phoenix) met warp-aandrijving maakte. Sindsdien is, ondanks sommige terugslagen, een hechte gemeenschap ontstaan, die de basis vormde voor de Verenigde Federatie van Planeten.
Vulcans
De Vulcans is een volk van zeer intelligente mensachtigen, die logica als de basis voor iedere beslissing zien. Emoties worden onderdrukt door een strenge geestelijke discipline. Het verlies van deze discipline leidt vaak tot hevige en ongecontroleerde uitbarstingen. Uiterlijk verschillen Vulcans slechts van mensen door hun puntige oren en omhooggekrulde wenkbrauwen. De Vulcans zijn bondgenoten van de mensheid. Vulcans worden gemiddeld veel ouder dan mensen.
Romulanen
Romulans zijn verwant aan Vulcans, maar hebben nooit geleerd hun emoties onder controle te brengen. Als gevolg daarvan zijn Romulans zeer oorlogszuchtig en opportunistisch. Soms zijn ze tegenstander van de Verenigde Federatie van Planeten, maar in andere gevallen vormen ze ook een tijdelijke alliantie met hun tegenstanders om een groter gevaar tegen te gaan. Meestal echter volgen de Romulanen een isolationistische politiek. De hoofdplaneet van het Romulaanse Rijk is de planeet Romulus in het Beta-kwadrant.
Klingons
Klingons zijn oorlogszuchtige mensachtigen. Het Klingonrijk was ten tijde van James Kirk de aartsvijand van de Verenigde Federatie van Planeten maar later werden ze bondgenoten. Klingons stellen eer boven alles en willen die eer het liefste op het slagveld behalen. Klingons zijn geëvolueerd uit schaaldieren: hun grote geribbelde voorhoofden zijn een evolutionair overblijfsel uit de tijd dat ze nog een uitgebreid exoskelet hadden. De mannen dragen meestal snor en baard. De hoofdplaneet van het Klingonrijk is Qo'nos (Kronos) in het Beta-kwadrant.
Cardassianen
De Cardassianen zijn een mensachtige soort. Ze zijn over het algemeen oorlogszuchtig, sluw en perfectionistisch en hebben een lange geschiedenis van conflicten en oorlogen. Uiterlijke kenmerken van de Cardassianen zijn een bruin-grijzige huid en brede gerimpelde nek. Verder hebben ze rimpels op het voorhoofd, armen en benen. Ze zijn geëvolueerd uit reptielen en houden erg van warmte en donkere ruimtes. De hoofdplaneet van de Cardassiaanse Unie is de planeet Cardassia Prime in het Alfa-kwadrant.
Ferengi
De Ferengi zijn een soort van kleine mensachtigen met enorm grote oren en spitse tanden. De Ferengi-samenleving is gebaseerd op de principes van handel en vooral winst. Deze visie is doorgedreven tot in hun wetboek, de 'Rules of Acquisition' (Verwervingsregels). Hun samenleving is patriarchaal; vrouwen worden geacht geen kleren te dragen. De hoofdplaneet van de Ferengi-alliantie is Ferenginar.
Borg
De Borg zijn een mensachtige soort, aangepast met mechanische implantaten. Zij assimileren andere soorten die technologie of kennis hebben die de Borg niet hebben om op die manier die technologie of kennis te vergaren. Deze assimilatie gebeurt vrijwel nooit vrijwillig. De Borg vormen een collectief; individuen bestaan niet in hun organisatiestructuur. Door deze organisatie zijn zij in staat om zich bijzonder snel aan te passen aan een veranderende omgeving. De Borg zijn afkomstig uit het verre Delta-kwadrant.

## Fans
Ten tijde van de oorspronkelijke serie was er maar een kleine schare fans, maar degenen die de serie waardeerden, de Trekkies, waren er helemaal wild van. Toen gold dat je ofwel een Trekkie was, ofwel Star Trek afschuwelijk vond. Star Trekfans zorgden er in 1976 met een schrijfcampagne voor dat de eerste spaceshuttle de naam Enterprise kreeg, de naam van het ruimteschip uit de oorspronkelijke Star Trek-serie. Intussen zijn er miljoenen fans wereldwijd. Er worden conventies georganiseerd waar de fans samenkomen en hun kennis van en liefde voor Star Trek uiten. Maar niet al deze fans zijn even fanatiek. Naast de Trekkies onderscheidt men nu ook Trekkers, die weliswaar belangstelling hebben voor Star Trek, maar er niet hun leven van maken. Van het onderscheid tussen Trekkers en Trekkies wordt wel gezegd: Een Trekker noemt zijn hond "Spock"; een Trekkie noemt zijn zoon "Kirk". In 2002 en 2004 zijn twee documentaires over fans op dvd uitgebracht: Trekkies en Trekkies2. Een groep Finse fans heeft meerdere parodieën gemaakt onder de naam Star Wreck, waaronder Star Wreck: In the Pirkinning en in Duitsland verscheen een aantal Raumschiff Highlander-films. Ook elders in de wereld zijn er series die door fans gemaakt worden. In Nederland heeft men bijvoorbeeld Star Trek: Dark Armada. Deze serie is in Nederland de verst gevorderde serie in ontwikkeling. Ook is er een parodieliedje gemaakt, Star Trekkin' geheten.